# Filip 3. af Spanien
Filip 3. af Spanien (14. april 1578 – 31. marts 1621) var konge af Spanien fra 1598 til 1621. Han var også (som Filip 2.) konge af Portugal, Napoli, Sicilien og Sardinien og hertug af Milano.
Han blev født i Madrid som søn af kong Filip 2. af Spanien og hans fjerde kone Anna, som var datter af den tysk-romerske kejser Maximilian 2. Som prins blev han holdt uden for statsstyrelsen af faderen, der frygtede eventuelle kupplaner. Han giftede sig med Margarete, en søster til Ferdinand 2. (Tysk-romerske rige).
Hans regering blev en fortsættelse af Spaniens nedgangstid. Styret lå i hænderne på gennemgående uduelige ministre, specielt hertugen af Lerma, mens kongen selv synes at have forholdt sig passiv. Det sidste mauriske mindretal (moriskerne) blev udvist 1609, hvad der yderligere skadede landets økonomi.